# George Hunter
George Hunter (n. 22 iulie 1927, Brakpan, Gauteng, Africa de Sud – d. 12 decembrie 2004) a fost un boxer ce a reprezentat Africa de Sud, medaliat olimpic. A participat la o ediție a Jocurilor Olimpice (1948) în care a câștigat o medalie de aur.